# Tom Clancy's Ghost Recon
Pour les articles homonymes, voir Recon.
 (octobre 2019).
Si vous disposez d'ouvrages ou d'articles de référence ou si vous connaissez des sites web de qualité traitant du thème abordé ici, merci de compléter l'article en donnant les références utiles à sa vérifiabilité et en les liant à la section « Notes et références ».
Tom Clancy's Ghost Recon (souvent abrégé en Ghost Recon) est une série de jeux vidéo d'Ubisoft inspirés de l'univers du romancier américain Tom Clancy.

## Jeux
| Titre                                          | Année  | Plates-formes                                           |
| ---------------------------------------------- | ------ | ------------------------------------------------------- |
| Tom Clancy's Ghost Recon                       | 2001   | Windows, Mac, Xbox, Playstation 2, GameCube, N-Gage     |
| Tom Clancy's Ghost Recon: Desert Siege         | 2002   | Windows et Mac (pack additionnel)                       |
| Tom Clancy's Ghost Recon: Island Thunder       | 2002   | Windows (pack additionnel), Xbox                        |
| Tom Clancy's Ghost Recon: Jungle Storm         | 2004   | PlayStation 2, N-Gage                                   |
| Tom Clancy's Ghost Recon 2                     | 2004   | Xbox, PlayStation 2, GameCube                           |
| Tom Clancy's Ghost Recon 2: Summit Strike      | 2005   | Xbox                                                    |
| Tom Clancy's Ghost Recon Advanced Warfighter   | 2006   | Xbox 360, Xbox, PlayStation 2, PC                       |
| Tom Clancy's Ghost Recon Advanced Warfighter 2 | 2007   | Xbox 360, PlayStation 3, PlayStation Portable, PC       |
| Tom Clancy's Ghost Recon: Predator             | 2010   | PlayStation Portable                                    |
| Tom Clancy's Ghost Recon Wii                   | 2010   | Wii                                                     |
| Tom Clancy's Ghost Recon: Shadow Wars          | 2011   | Nintendo 3DS                                            |
| Tom Clancy's Ghost Recon Phantoms              | 2011   | PC, Wii U                                               |
| Tom Clancy's Ghost Recon: Future Soldier       | 2012   | Xbox 360, PlayStation 3, PC                             |
| Tom Clancy's Ghost Recon Wildlands             | 2017   | Xbox One, PlayStation 4, PC                             |
| Tom Clancy's Ghost Recon Breakpoint            | 2019   | Xbox One, PlayStation 4, PC                             |
| Tom Clancy's Ghost Recon Frontline             | Annulé | Xbox Series, PlayStation 5, Xbox One, PlayStation 4, PC |